# العلاقات اليمنية السورية
العلاقات اليمنية السورية، هي العلاقات الثنائية بين اليمن وسوريا.